# Rjev
Rjev (en russe : Ржев) est une ville de l'oblast de Tver, en Russie, et le centre administratif du raïon de Rjev. Sa population s'élevait à 60 830 habitants en 2014.

## Géographie
Rjev est située sur la Volga, à 49 km au sud-ouest de Staritsa et à 126 km de Tver, sur l'autoroute et la voie ferrée reliant Moscou à Rīga.

## Histoire
Durant la Seconde Guerre mondiale, de janvier à mars 1942, la ville est au centre de la bataille Opération Mars, aussi appelée la seconde offensive de Rjev-Sytchiovka. Rjev est connue pour les Batailles de Rjev (1942) qui s'y déroulèrent pendant la Seconde Guerre mondiale et qui ravagèrent entièrement la ville.

## Population
Recensements (*) ou estimations de la population
| 1825  | 1840   | 1856   | 1897*  | 1910   |
| ----- | ------ | ------ | ------ | ------ |
| 9 120 | 15 228 | 13 621 | 21 265 | 22 423 |

| 1917   | 1920   | 1923   | 1926*  | 1937*  |
| ------ | ------ | ------ | ------ | ------ |
| 33 603 | 24 843 | 26 531 | 32 785 | 49 163 |

| 1939*  | 1959*  | 1970*  | 1979*  | 1989*  |
| ------ | ------ | ------ | ------ | ------ |
| 54 070 | 48 971 | 60 671 | 68 858 | 69 808 |

| 2002*  | 2010*  | 2012   | 2013   | 2014   |
| ------ | ------ | ------ | ------ | ------ |
| 60 317 | 61 982 | 61 439 | 61 091 | 60 830 |

## Transports
Elle est reliée à Viazma et à Tver par la route fédérale R132.

## Jumelages
- Gütersloh (Allemagne)
- Katrineholm (Suède)
- Kovel (Ukraine)
- Legionowo (Pologne)
- Salo (Finlande) (Finlande)
- Silistra (Bulgarie)
- Smila (Ukraine)
- Sloutsk (Biélorussie)

## Personnalités liées
- Ekaterina Dountsova